# 鵝掌芋
鵝掌芋（学名：Thaumatophyllum spruceanum）又名鵝掌蔓綠絨、鵝掌喜林芋，是一種原生于南美洲熱帶的多年生半藤本植物，屬於天南星科鵝掌芋屬，以前曾歸類於近緣的蔓綠絨屬（即喜林芋屬）之中。

## 分布
原生于南美洲熱帶地區，包括委內瑞拉、厄瓜多爾、法屬圭亞那、秘魯、蘇里南、巴西北部及哥倫比亞。

## 名称
本种学名中的种小名意為“雲杉”。

## 形態
本種的主干為直立或彎曲，在基部少量分枝，可長達8公尺，直徑為5-7公分，莖會產生不定根，不定根在附生形態下很長，直達地面，直徑達1公分，莖被切開會有粘性乳汁，乳汁在空氣中轉為花色。葉子脫落后會留下眼状葉柄痕。
本種的葉子奇特，一個葉柄上有一對左右對稱小葉軸、只有半邊的二回羽狀複葉，兩個小葉軸各自向內彎曲成橢圓狀，全葉面可長達62公分、寬達80公分，小葉10到20片、下垂、無小葉柄，葉子表面光滑深綠色，葉背則較暗淡。前出葉長20-40公分，黃綠色。葉柄長36-140公分、直徑0.5-1.1公分、由圓柱形或橢圓柱形向葉基漸變為倒三角柱形，葉鞘長4.5-20公分。
一個葉腋通常只會有一個肉穗花序，兩個則少見。花序梗短於佛焰苞，長3.5-7公分、頂點直徑1-2.5公分。佛焰苞長11.5-24公分、直徑3-5公分，外部綠色有光澤，內部為亮乳白色。肉穗花序長達11.5-20公分，上部可育雄花區段長2-4公分、直徑1.2-1.9公分；不育的雄花區長4.5-10公分，直徑1.4-2.8公分，基部雌花區段長2.5-6.5公分，直徑2-2.5公分。
漿果近圓筒形，1.5-2公分長，直徑1-1.3公分，成熟時呈綠白色。種子近圓筒形，長3.5-4.5公厘，直徑1.2-2.5公厘。
- 一對小葉軸彎曲、只有半邊的羽狀複葉。
- 主幹與其不定根
- 被綠色佛焰苞包裹的花序
- 小葉無葉柄，直接連著小葉軸
- 主幹上的眼狀葉柄痕
- 葉柄與花序